# Crijn Hendricksz Volmarijn

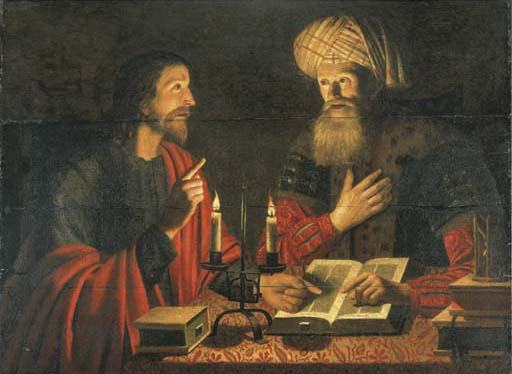
Cristo enseña a Nicodemo, obra de Crijn Hendricksz Volmarijn inspirada en el capítulo 3 del Evangelio de Juan.

Crijn Hendricksz Volmarijn (1601, Róterdam-1645, Róterdam) fue un pintor holandés de la llamada Edad de oro neerlandesa, período de la Historia en que los Países Bajos fueron una potencia europea en la que florecieron el comercio, la ciencia y las artes.
Fue un seguidor de Caravaggio y se lo conoció por sus alegorías históricas. Se lo cita entre aquellos pintores que se especializaron en el comercio de obras de arte.
Se relacionó probablemente con Pieter Crijnse Volmarijn (1612-1657), otro pintor poco estudiado, quien se convirtió en un alumno de su amigo, Hendrik Martenszoon Sorgh.